# Les Bondons
Les Bondons település Franciaországban, Lozère megyében. Lakosainak száma 141 fő (2022. január 1.). Les Bondons Saint-Étienne-du-Valdonnez, Pont-de-Montvert-Sud-Mont-Lozère, Ispagnac, Bédouès-Cocurès és Mont Lozère et Goulet községekkel határos.

## Népesség
A település népességének változása:
| Lakosok száma | 230  | 194  | 159  | 140  | 143  | 144  | 141  | 144  | 145  | 141  |
|               | 1968 | 1982 | 1990 | 2006 | 2013 | 2015 | 2017 | 2019 | 2020 | 2022 |